# Giuseppe Olivi
Giuseppe Olivi (18 de marzo de 1769, Chioggia, provincia de Venecia, Venecia – 24 de agosto de 1795, Padua) fue un religioso, naturalista italiano de la familia Olivi di Briana. Fue miembro de la Academia de Padua y de la Academia de Quaranta.

## Biografía
Alumno en Chioggia de Francesco y de Giuseppe Fabris, Giuseppe Olivi tomará los hábitos eclesiásticos. Se interesa en diversos sujetos como la Química donde estudia las teorías de Lavoisier, la Botánica, la Mineralogía, como así también la Agronomía. Firmemente fiel a las teorías de Albrecht von Haller (1708-1777), tomará parte en mchos debates, y sobre la electricidad en los animales.
Obtiene el respeto de sus contemporáneos al publicar un catálogo razonado de los animales marinos de la laguna de Venecia, Zoologia Adriatica, ossia Catalogo ragionato degli animali del golfo e delle lagune di Venezia en 1792.
Muere en 1795 en Padua, y será enterrado en la Iglesia de Santa Cristina de Padua ; un busto funerario conmemora ese lugar en el claustro de la "Basílica de San Antonio de Padua".
Gregor Johann Mendel (1822-1884), en la introducción a su célebre obra Versuche über Pflanzen-Hybriden (1866) cita a Olivi como uno de sus inspiradores en la Biogenética.
En 1995, para el bicentenario de su muerte, su ciudad natal le dedicó las giornate oliviane (jornadas olivienas), consistente en un Congreso europeo con la producción de una monografía que le fuera consagrada y de una placa en su tumba conmemorativa.